# Isak
För andra betydelser, se Isak (olika betydelser) eller ISAK.
Isak eller Isac är ett mansnamn, ett hebreiskt namn som betyder han skrattar.
Namnet Isak upplever nu en popularitetsvåg som började under 1980-talet och börjar nu närma sig de tio vanligaste pojknamnen. 31 december 2005 fanns det totalt 11 479 personer i Sverige med namnet Isak eller Isac, varav 8 470 med det som tilltalsnamn. År 2003 fick 1 167 pojkar namnet, varav 944 fick det som tilltalsnamn. Ytterligare varianter på namnet är Izaac, Izak, Izac, Isaac och Isack.
Namnsdag i Sverige: 19 december. I den finlandssvenska namnsdagslängden har Isak namnsdag 19 december sedan starten 1929, då en egen namnsdagskalender togs i bruk för finlandssvenskar.

## Personer med namnet Isak, Isac eller Isaac
- Isak (patriark) den andre av de tre stora israelitiska patriarkerna
- Isak syriern, munk, biskop i Nineve på 600-talet
- Isaac Albeniz, spansk pianist och tonsättare
- Isaac Asimov, amerikansk science-fictionförfattare
- Isac Beitler, svensk illusionist och trollkarl
- Yitzhak Ben-Zvi, Israels andra president
- Isac Reinhold Blom, svensk ämbetsman och författare
- Isac Brännström, svensk ishockeyspelare
- Isak Gustaf Clason, svensk arkitekt
- Isak Dinesen, pseudonym för Karen Blixen
- Isaac Grünewald, svensk konstnär
- Isaac Hayes, amerikansk soulsångare, kompositör, arrangör, studiomusiker och skådespelare
- Isac Lundeström, svensk ishockeyspelare
- Isaac Newton, engelsk fysiker och matematiker
- Yitzhak Rabin, israelisk politiker, premiärminister, mottagare av Nobels fredspris
- Isaac Bashevis Singer, amerikansk författare, mottagare av Nobelpriset i litteratur
- Isaac Merrit Singer, amerikansk uppfinnaren av symaskinen
- Isak Georg Stenman, svensk författare och översättare
- Isaac Stern, amerikansk violinist
- Isaac L. Varian, amerikansk politiker
- Isak Åkermark, svensk tecknare och illustratör
- DJ Isaac, nederländsk diskjockey och musikproducent
- Heinrich Isaac, nederländsk kompositör
- Betlehem Isaak, svensk-eritreansk författare och krönikör
- Dawit Isaak, eritreansk-svensk författare, journalist och dramatiker
- Alexander Isak, svensk fotbollsspelare